# Alfonso Leopardi
Alfonso Leopardi (Caldarola, 1830 – Roma, 1900) è stato un poeta italiano.

## Biografia
Alfonso Leopardi nacque a Caldarola da genitori ginesini. Si laureò in Giurisprudenza presso l’Università degli Studi di Camerino ed esercitò la professione di notaio e segretario comunale. Pronipote di Gian Filippo Leopardi, notaio e segretario della Municipalità ginesina, condannato per il moto carbonaro del 1817. Fu un patriota democratico, massone, impegnato nel processo postunitario.
Per 32 anni fu Segretario comunale a San Ginesio, guadagnandosi la fama di guida fidata di tutti i sindaci che si succedettero tra 1860 e 1893. Promosse il nuovo assetto urbanistico della città in linea con le tendenze urbanistiche di fine ottocento.
Fondò e sostenne numerose società culturali e assistenziali, tra cui:
- Congregazione di Carità
- Società di Mutuo Soccorso
- Società di lettura e di ricreazione
- Società Filarmonica
- Società Filodrammatica.

Leopardi fu inoltre protagonista della tradizione mutualistica marchigiana a Roma, contribuendo alla Mutua Assistenza fra Marchigiani e alla “Società Marchigiana di Mutuo Soccorso Alberico Gentili di S.Ginesio”, fondata nel 1893.
Oltre alla sua attività istituzionale e sociale, fu un oratore carismatico. Tra i suoi interventi più noti si ricorda il discorso pronunciato nella Chiesa Collegiata di San Ginesio, l'8 febbraio 1878, in occasione del trigesimo della morte di Re Vittorio Emanuele II, che il Comune fece stampare a proprie spese.
Leopardi è oggi ricordato non solo come poeta, ma anche come figura della cultura marchigiana nel XIX secolo. Oltre al suo contributo alla poesia dialettale marchigiana, fu un fervente promotore degli studi su Alberico Gentili, giurista di fama internazionale originario di San Ginesio. Con il supporto del sindaco Aristide Morichelli, Leopardi avviò una serie di iniziative per la riscoperta e valorizzazione dell'opera di Gentili, contribuendo a diffondere il suo pensiero giuridico e il suo ruolo nella storia del diritto internazionale.

## Opere
Alfonso Leopardi è considerato uno dei poeti dialettali più importanti delle Marche dell'Ottocento. Le sue opere celebrano la vita popolare, i costumi e le passioni della società rurale marchigiana con uno stile satirico e ironico, erede della tradizione di Giuseppe Gioachino Belli.
Di particolare interesse sono le figure ecclesiastiche, in particolare Padre Lavinio (Padre Lavì) figura che negli anni è diventata celebre e paradigma dei racconti e barzellette popolari sui preti marchigiani.
Pubblicò diverse raccolte, tra cui:
- "Sub Tegmine Fagi" (1887), una raccolta di poesie dialettali e una grammatica del dialetto sanginesino, ristampata nel 1999 a cura di Sandro Baldoncini[5]
- "Addina le Nozze in Pasquella" (1877), Opera comica musicata da Vincenzo Bruti con la quale inaugurò il Teatro Comunale "G. Leopardi" di San Ginesio.

Le sue rime in dialetto marchigiano sono ancora oggi considerate tra le migliori produzioni in vernacolo maceratese.

### Elenco delle principali poesie inSub Tegmine Fagi

#### Rime in dialetto marchigiano
- Oste coscienzioso
- La lavapiatti
- Istanza e suo rescritto
- L'orologio
- Il coscritto reduce
- Mamma malfidata
- Marito filosofo
- Rimedio fatale
- Da galeotto a marinaro
- Il caso del muratore
- Oloferne
- La vigilia di Natale
- La pastorale del vescovo
- Il contrabbando
- Tutto ben fatto
- Pudicizia
- L'agguato
- Sposi da venti giorni
- Al Deputato Raffaele Marchetti
- Al Professor Sbarbaro
- Bravo soldato
- Amicizia rotta
- Amante disdetto
- Certe urgenze
- Arrolamento dei barbacani
- Le meraviglie di Roma nuova
- Sull'aratro
- Discorso persuasivo
- I sette vizi capitali
- Le quattro grazie
- Alla Banda di Penna San Giovanni
- Eletto Papa
- La predica di Padre Lavinio
- Sull'aia
- Il rezzo
- In fin di fiera
- Un cuore grande
- Dopo la requisitoria
- Il frate questuante
- Istituti professionali
- L'onorevole preopinante
- L'incontro
- I candidati politici a Macerata

#### Per lo scartafaccio del cantastorie
- Inno a S. Crepanzio
- Miracolo di S. Crepanzio
- Faida di villaggio

#### Due dialoghi
- La messa novella
- La Pasqua

#### Collana di Pasquelle
- Invito di Scaracà
- E tu che dici, o Pè?
- La Cerretanella
- Dopo dieci anni
- Strade fangose[6]
- Le scoperte
- Per l'ultimo giorno di carnevale

#### Pupazzetti
- All'osteria
- Dopo la notte nuziale
- Praticante beccaio
- Recitato il rosario
- All'ospedale
- Sul pulpito
- All'operetta
- Maestra
- Al convento
- Un meeting in Macerata
- In processione